# ファンコーニ貧血
- ファンコニ貧血

ファンコーニ貧血（ファンコーニひんけつ、Fanconi anemia、FA) は 、遺伝子疾患のひとつであり、350,000人に1人の割合で生じるが、アシュケナージユダヤ人や南アフリカのアフリカーナーではより高い確率で発症する。
ファンコーニ貧血は、DNA修復に関与する一連のタンパク質に遺伝的な欠陥が生じたために起きる疾患である。そのため、ファンコーニ貧血の患者は大部分が癌（おもに急性骨髄性白血病）に罹患したり、90%が40歳までに骨髄の機能不全（血球細胞を作れない）を示したりする。ファンコーニ貧血の患者の60-75%が先天性疾患を有しており、その主なものには低身長、皮膚・腕・頭部・眼・腎臓・耳の異常所見、発達障害がある。また75%の患者には何らかの内分泌障害を有し、重篤度は患者により異なる。平均死亡年齢は2000年の時点で30歳であった。
アンドロゲンや造血細胞増殖因子を用いた治療法で骨髄機能不全を一時的に補うことができるが、長期治療は、もしドナーが見つかるならば造血幹細胞移植（骨髄移植）である。
DNA修復における遺伝的欠陥のため、ファンコーニ貧血の患者から採った細胞は、マイトマイシンCのようなDNA架橋結合による抗がん剤に対して敏感である。
ファンコーニ貧血の名称は、この疾患を初めて記述したスイスの小児科医グイード・ファンコーニに由来する。

## 遺伝的有病率

ファンコーニ貧血は常染色体劣性遺伝で次世代に伝わる。

ファンコーニ貧血は基本的に常染色体潜性遺伝である。これはすなわち、2本の変異した対立遺伝子（両親からそれぞれ1本ずつ）が受け継がれることではじめて発症する疾患であるということである。この両親から生まれる子供にはファンコーニ貧血の危険性が25%の確率で存在する。ファンコーニ貧血のおよそ2%はX連鎖性劣性遺伝であるが、これはもし母親が変異したファンコーニ貧血の対立遺伝子を保有していれば、50%の確率で男児にファンコーニ貧血が生じる可能性があるというものである。
学者たちはこれまでに16種類のファンコーニ貧血遺伝子ないしファンコーニ貧血類似の遺伝子を同定している。これらはFANCA, FANCB, FANCC, FANCD1 (BRCA2), FANCD2, FANCE, FANCF, FANCG, FANCI, FANCJ, FANCL, FANCM, FANCN, FANCP, RAD51CおよびXPFである。このうちFANCBはX染色体上にあり、ほかの遺伝子は常染色体上にある。
現時点では、全世界でおよそ1000人の患者がこの疾患に罹患している。アシュケナージユダヤ人における保因者の割合はおよそ90人にひとりである。ファンコーニ貧血の保因者でありうる家系に対しては、遺伝カウンセリングや遺伝学的スクリーニングも推奨される。
白血球、赤血球、血小板といった血液細胞成分を産生する機能が不全であるため、患者の身体の免疫系機能、酸素運搬機能、凝固・線溶系機能はすべて減弱している。

## 治療
治療にあたっての最初の方針は、アンドロゲンと造血成長因子の投与であるが、50%から75%の患者にしか効果が示されない。より永続的な治療としては造血幹細胞移植がある。ドナーがいない場合は、着床前診断によって患者の白血球型と一致するような救済者兄弟 (en:savior sibling)の出産が考慮されることもある。

## 予後
患者の多くは、やがて急性骨髄性白血病 (AML)を発症する。患者が年長になると、頭頚部癌、食道癌、胃腸癌、子宮頸癌、肛門癌を非常に発症しやすくなる。骨髄移植が成功して、ファンコーニ貧血に基づく血液疾患の問題が解消された患者であっても、癌の徴候を発見するために定期的な検査が必要である。多くの患者が成人前に死亡する。

## 血液学的異常
臨床的には、ファンコーニ貧血の最も重篤な症状は血液学的異常である。40歳になるまでに、ファンコーニ貧血患者の98%がなんらかの血液学的異常を示すようになる。しかし、これより年長で死亡したにもかかわらず血液に異常の見られなかった患者の例も数例存在する。症状は進行性に出現し、しばしば骨髄の完全な機能不全に至る。生下時は血算は正常値であるが、異様に大きな赤血球で同定される大球性／巨赤芽球性貧血が最初の異常所見となり、しばしば10歳になる前にみられる（平均発症年齢は7歳である）。10歳代のうちに、50%以上の患者で重篤な汎血球減少がみられるが、これは2つかそれ以上の血球細胞が連銭を形成していることと定義される。たいていの場合は、血小板数が減る（血小板減少症）が好中球減少症に先んじて起こるが、いずれも比較的同じ頻度で生じる。これらの機能異常はそれぞれ、出血や感染の再罹患の危険性を高めやすい。
ファンコーニ貧血は今ではDNA修復に影響することが知られているので、骨髄での細胞分裂について最新の知見でかんがみれば、患者が骨髄異形成症候群や急性骨髄性白血病といった骨髄機能不全症を発症しやすくなるであろうことは想像に難くない。

### 骨髄異形成症候群
骨髄異形成症候群 (MDS) は、前白血病の名でも知られていた疾患であるが、一群の骨髄腫瘍性疾患の名称であり、いくつかの主だった差異を除いては急性骨髄性白血病 (AML)と多くの点で形態学的に共通点を有する。第一に、未分化の始原細胞、すなわち血球芽細胞の割合が常に20%を下回っていて、AMLの例で一般的に見ることができるよりもかなり高頻度で異形成（赤血球、顆粒球、巨核球前駆体における細胞質や核の形態学的変化と定義される）が見られる。これらの変化は、アポトーシスの延長やプログラム細胞死の不全を反映する。未治療のままだと、MDSは30%の症例でAMLに移行する。ファンコーニ貧血の病理的な性質のため、骨髄異形成症候群の診断は骨髄の細胞遺伝学的分析のみによっては行えない。骨髄異形成症候群の診断が確定するのは、骨髄細胞の形態学的分析が行なわれてからである。検査にあたって、骨髄異形成症候群を発症しているファンコーニ貧血の患者は、骨髄異形成症候群に先立つか続行するかのいずれかに見える様々なクローナルバリエーションを呈する。さらに、細胞の染色体は異常な相を呈する。最もよく見られるものは7番のモノソミーや3q15の部分的トリソミーである。骨髄内での7番モノソミーの確認は、進行性急性骨髄性白血病の危険差異が高まっていることと高い相関性を成し、予後は極めて不良で、続く2年のうちに大抵は死亡する。

### 急性骨髄性白血病
ファンコーニ貧血では急性骨髄性白血病 (AML) の発症の危険性が高まる。AMLは骨髄中の脊髄芽球が20%ないしそれ以上存在するか、血液中の骨髄芽球が5-20%を占めることで確定される。急性骨髄性白血病のすべてのサブタイプが（前骨髄芽性を除き）ファンコーニ貧血で生じうるが、骨髄性単球性と急性単球性とが最も多く観察されるサブタイプとなっている。骨髄異形成症候群の患者の多くが、長く生きればやがて急性骨髄性白血病に移行する。さらに、進行性急性骨髄性白血病の危険性は、骨髄不全の発症とともに増大する。
骨髄異形成症候群や急性骨髄性白血病のいずれかを20歳前に発症する確率は27%と低いが、30歳までだと危険性は43%に上昇し、40歳までとなると52%に達する。骨髄移植を施行しても、MDSやAMLを患ったファンコーニ貧血患者の4人に1人は、MDSやAMLに関する症状で2年以内に死亡する。

### 骨髄不全
ファンコーニ貧血に合併する重要な血液学的合併症で最後のものは、骨髄不全である。これは血液細胞の産生が不十分であることと定義づけられる。ファンコーニ貧血の患者ではいくつかのタイプの不全が見られ、多くの場合MDSやAMLよりも先に生じる。血算の減少を探知することは、治療の必要性や移植の可能性を検討する最初のしるしとなることが多い。大部分のファンコーニ貧血の患者ははじめのうちアンドロゲンや造血成長因子に反応するが、この治療法はことにクローナル細胞遺伝学的異常を呈する患者で白血病を引き起こしやすいことや、肝細胞腺腫や腺癌なども含む副作用を起こすことが示されている。残された唯一の治療法は骨髄移植であるが、このような手術はドナーが血縁者でない場合はファンコーニ貧血患者での成功率が低い（5年生存率が30%）。したがって、白血球型が同一である兄弟姉妹からの移植が必須となる。さらに、ファンコーニ貧血の患者は染色体異常を引き起こしやすいため、移植前のコンディショニングでは高用量放射線や免疫抑制剤を使用できない。このため患者は移植片対宿主病 (GVHD) を発症する確率が高い。もしすべての予防策が講じられ、骨髄移植が10歳になる前に施行されれば、2年生存率は89%に上る。しかし、移植が10歳を過ぎてから行われた場合は、2年生存率は54%までに低下する。
Zhangらによる近年の研究では、FANCC-/-細胞での骨髄不全の機構が示されている。Zhangらは、造血細胞や原始細胞が過酸素化された血液と低酸素化された骨髄組織とを行き来する際に見られるような連続した低酸素-再酸素化サイクルが、未成熟の細胞の老化をもたらし、ひいては造血機構の阻害にもつながると仮説を立て、首尾よく実証した。老化は、アポトーシスとともに、骨髄不全における造血細胞の枯渇の主要なメカニズムを構成していると考えられる。

## 分子レベルで見たファンコーニ貧血
ファンコーニ貧血に関与する遺伝子は16種類あり、このうちのひとつは乳癌の起因遺伝子ともなるBRCA2である。これらの遺伝子は損傷DNAの判別と修復に携わるが、遺伝学的欠損があるとDNAを修復できなくなる。ファンコーニ貧血コア複合体は8分子のタンパク質から成っており、一般にはDNAが損壊されて複製を中断した時に活性化される。コア複合体はユビキチン、すなわちDNA修復時にほかの複合体のBRCA2と組み合わさる小さなタンパク分子を加える。修復が済むと、ユビキチンは除去される。
近年の研究では、これらの遺伝子のうちの8種、すなわちFANCA, -B, -C, -E, -F, -G, -L, –Mが、細胞核の中でコアタンパク複合体を構成していることが明らかになった。現時点でのモデルによれば、複合体はFANCAとFANCE上の核局在化シグナルに従って、細胞質から核内に移動する。組み立ては反復するストレス、とりわけ架橋分子（マイトマイシンCやシスプラチン）によるDNA損傷や、FANCM遺伝子によって探知される活性酸素といった複製時のストレスによって活性化される。
組み立てに続いて、コアタンパク複合体が、E3ユビキチン合成酵素として機能するFANCL遺伝子を活性化し、FANCD2遺伝子を単ユビキチン化する。
単ユビキチン化されたFANCD2（FANCD2-Lとも呼ばれる）は、BRCA1/BRCA2複合体と相互に作用する。詳細は不明だが、これと類似の複合体が遺伝子監視に関与しており、DNA修復や染色体の安定化に関連する様々なタンパクと関係を持っている。複合体中のいずれかのタンパクが機能不全の変異を起こすと、DNA修復はずっと効果が低くなる。これは、シスプラチン、ジエポキシブタン 、マイトマイシンCといった架橋結合分子によっておこされた損壊への応答が示すとおりである。骨髄はこの種の欠損にとりわけ鋭敏である。
| FAタンパク質 | 別名   | 複合体       | 分子量（kDa） | モチーフ                        |
| ------------ | ------ | ------------ | ------------- | ------------------------------- |
| FANCA        | -      | FAコア複合体 | 160           | -                               |
| FANCB        | -      | FAコア複合体 | 95            | -                               |
| FANCC        | -      | FAコア複合体 | 63            | -                               |
| FANCE        | -      | FAコア複合体 | 60            | -                               |
| FANCF        | -      | FAコア複合体 | 42            | HEAT repeat                     |
| FANCG        | -      | FAコア複合体 | 68            | -                               |
| FANCL        | -      | FAコア複合体 | 43            | PHD finger                      |
| FANCM        | -      | FAコア複合体 | 250           | DEAD-like helicase              |
| FANCD2       | -      | ID複合体     | 155           | paralogous to FANCI             |
| FANCI        | -      | ID複合体     | 140           | paralogous to FANCD2            |
| FANCD1       | BRCA2  | -            | 380           | -                               |
| FANCJ        | BRIP1  | -            | 140           | -                               |
| FANCN        | PALB2  | -            | 140           | -                               |
| FANCO        | RAD51C | -            | 42            | RAD51 paralog                   |
| FANCP        | SLX4   | SLX-MUS      | 210           | scaffold for multiple nucleases |

放射線に反応する他のルートでは、FANCD2は、二重らせんDNAの破損によって活性化されるタンパク複合体ATM/ATRによってリン酸化され、細胞分裂のS期のチェックポイントコントロールに加わると考えられている。このルートは、FA-D1ないしFA-D2を有する患者で、S期のチェックポイントの欠陥の目印となる耐放射線性のDNA複製が存在することによって立証された。このような欠陥は、そのまま制御不能な細胞分裂につながり、これらの患者で急性骨髄性白血病が生じやすくなることについても説明がつくかもしれない。

### 他のファンコーニ貧血タンパク相互作用
上記の内容が、細胞内DNA損傷応答の最も不可欠な部分であり、ファンコーニ貧血の病理学的性質を説明できると思えるものの、ある学者たちの小さなグループは、ファンコーニ貧血タンパクにはまた別の役割があるのではないかと考えている。確かに、FANCCに関する最近の知見では、このタンパクが酸化ストレスに対する細胞応答で重要な働きをしていることが示されている。たとえば、FANCCはNADPHチトクロムP450レダクターゼと相互作用し、活性酸素の産生の増加や、抗酸化グルタチオンの産生に重要な役割を果たすグルタチオン-S-トランスフェラーゼに関わることが知られるようになった。これらの2つの酵素はいずれも活性酸素の発生ないし解毒のいずれかに関わるものである。ここから推定できるように、Cu/ZnスーパーオキシドディスムターゼとFANCC変異を有するマウスでは、造血作用が不全である。FANCC遺伝子はまた、STAT1に結合し、STAT135のレセプターへの結合とリン酸化とを補助して、抗がん作用を示す。したがって、FANCCは、前血球芽細胞の枯渇による骨髄抑制の原因と考えられるアポトーシスを阻害して、細胞増殖停止と細胞周期の進展に関わっているという結論が導かれる。酸化ストレスに対する防護に関係するファンコーニ貧血タンパクには、ほかにFANCGがある。このタンパクはチトクロムP450 2E1 (CYP2E1) と相互作用するため、このスーパーファミリー36の構成分子によって産生済みのチトクロム活性酸素を解毒する役割を担っていると考えられる。さらに、FANCGは複製後修正タンパクのXRCC9と同一分子であり、FANCGもその内部のロイシンジッパーによってDNAに直接作用する可能性を示唆している。そのためファンコーニ貧血タンパクは、ファンコーニ貧血ルート以外でも、活性酸素を中性化するかDNA修復に関わるかのいずれかで機能していることが容易に理解できる。このような機構は、再酸化によって酸化ストレスがかかることが非常に一般的な骨髄の機能不全の要因を理解する一助となる。更に、架橋分子は活性酸素を発生することが知られているが、ファンコーニ貧血の細胞の架橋分子に対する過敏性は直接架橋分子によるものではなく、むしろ活性酸素の産生増大に対応するべき細胞の能力が低下していることによるものと思われる。